# Houston County (Minnesota)
 For alternative betydninger, se Houston County. (Se også artikler, som begynder med Houston County)
Houston County er et county i den amerikanske delstat Minnesota. Amtet ligger i det sydøstlige hjørne af delstaten og grænser op til Winona County i nord og Fillmore County i vest. amtet har også grænser mod delstaten Wisconsin i nordøst og Iowa i syd.
Houston totale areal er 1 473 km² hvoraf 27 km² er vand. I 2000 havde amtet 19.718 indbyggere. Amtets administration ligger i byen Caledonia.
Amtet har fået sit navn efter politikeren Sam Houston fra Texas.